# Drag queer
Drag queer es una vertiente del arte drag que performa una estética no binaria, neutra o andrógina, en contraposición a la feminidad de las drag queens y la masculinidad de los drag kings. Además de la caracterización, la performance deja de ser considerada una actuación ficticia para ser usada como forma de expresión de cuestiones personales. En ella, la entera libertad para transmitir sentimientos, conflictos y deseos no tiene cualquier relación o preocupación con técnica y coreografia. Y la junção desales dos elementos puede ser capaz de modificar los parámetros de belleza de quien asiste. Una de las marcas del drag queering es la exoticidad de los figurines y la aura de misterio en las performances.

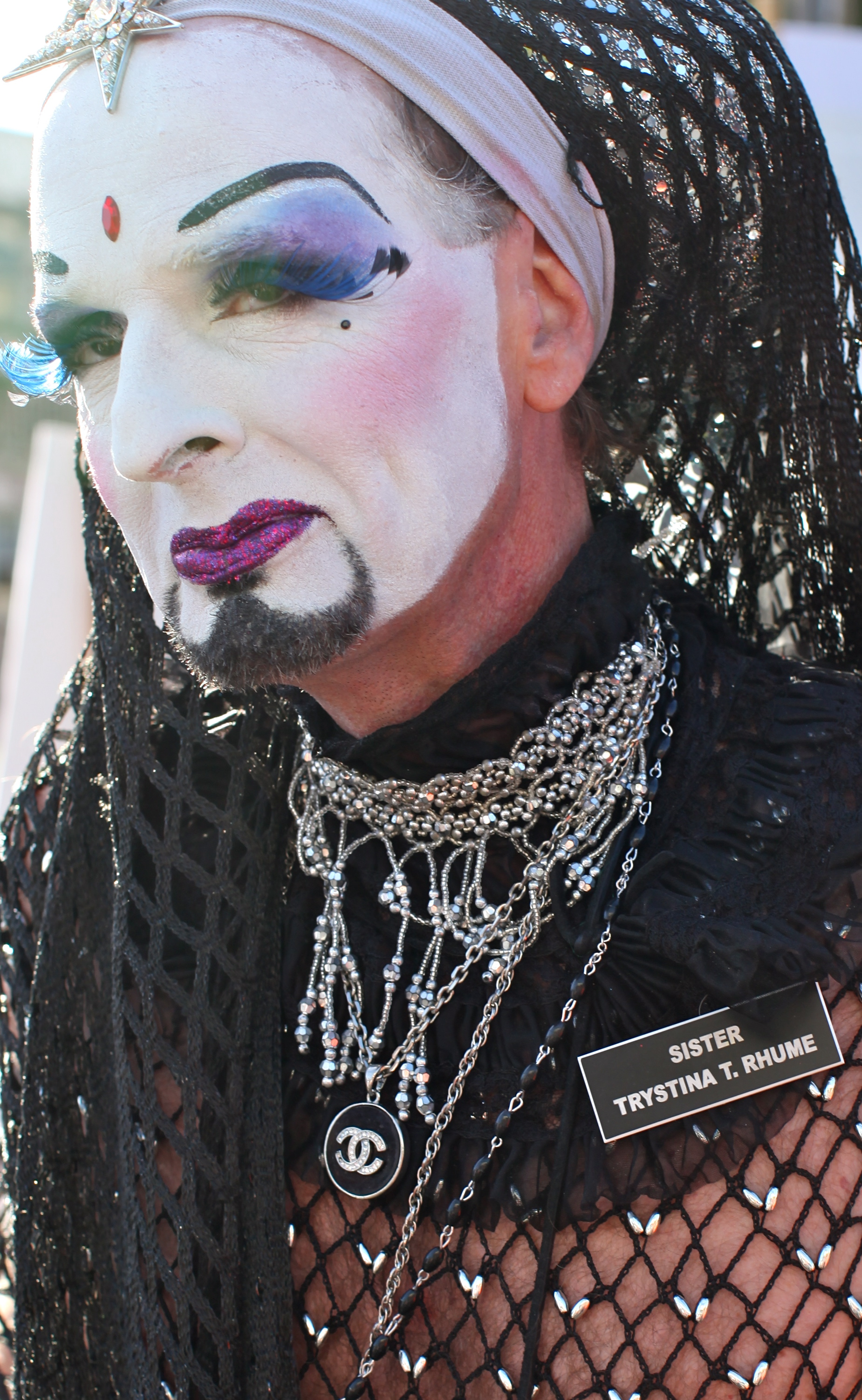
"Sister Trystina T. Rhume" del grupo genderfuck Hermanas de la Perpetua Indulgencia. Foto de Son Francisco

El término es una union de “drag” (palabra que designa arte transformista en la cual se crea una persona con estereotipos estéticos de género exagerados) y “queer” (en inglés: “estraño”, “peculiar”, “excéntrico”), que es usado para referirse la personas LGBTI+, especialmente las que quiebran los patrones de género.